# Tollos
Tollos es un municipio de la Comunidad Valenciana, España. Está situado en la provincia de Alicante, en la comarca del Condado de Cocentaina. Contaba con una población censada de 50 habitantes en 2017 (INE).

## Toponimia
El topónimo hace referencia a depresiones o cavidades del suelo (tollos) y es de origen mozárabe, pues durante la conquista cristiana se menciona un hisn Tulu («castillo de Tollos») que formaba parte de los dominios de Al-Azraq (1245). Años después aparece como Toyllo y, ya en el siglo XV, como Tollo.

## Geografía

### Localización
Tollos se halla a 25 km al NE de Alcoy, en cuya área de influencia se encuadra. Limita con los términos municipales de Benimasot, Castell de Castells, Facheca, Famorca, Valle de Alcalá y Vall de Ebo.
Localidades Limítrofes
|                  | Norte: Valle de Alcalá |                           |
| Oeste: Benimasot |                        | Este: Castell de Castells |
|                  | Sur: Facheca, Famorca  |                           |

### Orografía
El municipio de Tollos se ubica en el valle del río Seta, en la ladera meridional de la Sierra Alfaro. El relieve viene configurado por un valle de orientación SO-NE, abierto entre las últimas estribaciones de la sierra de la Almudaina por el norte (945 m s. n. m. en el alto de la Solana) y la sierra de Alfaro por el sur (1166 m s. n. m. en su mayor cumbre).
La parte occidental del valle es más amplia, mientras que la parte oriental se estrecha hasta crear una garganta que conforma el Barranco de Malafí, cuya dirección NE le hace desembocar en el río Gorgos tras dar lugar a los cañones de l'Infern, ya en Valle de Ebo.

### Clima
Tollos posee un clima de montaña, si bien resguardado, lo que permite el desarrollo de olivos y otros árboles mediterráneos. Las temperaturas medias oscilan entre los 7 °C en enero y los 23 °C en julio, con heladas en invierno y primavera que ocasionan periódicamente daños a la agricultura. Las precipitaciones oscilan en torno a los 550 milímetros anuales, pudiendo en invierno ser en forma de nieve.

## Historia
La población del término es muy antigua, habiéndose hallado en tres abrigos de les Coves Roges muestras de arte rupestre macroesquemático. El origen de la localidad actual es incierto, siendo las primeras noticias documentales inmediatamente posteriores a la conquista del siglo XIII, en que se cita un hisn Tulu («castillo de Tollos») que formaba parte de los dominios de Al-Azraq (1245). Su parroquia estuvo aneja a la de Benimasot desde el siglo XVI.[cita requerida]
El término pasó a formar parte del señorío de los Marqueses de Guadalest y, tras la expulsión de los moriscos (1609), quedó despoblado y la repoblación fue especialmente lenta. Finalmente pasó a la Casa marquesal de Ariza.[cita requerida] En el Diccionario de Madoz (1845-1850) aparece la siguiente descripción, con interesante información sobre Tollos y su término en el siglo XIX:

Lugar con ayuntamiento de la provincia de Alicante (10 leguas) [...]: Situado al pie de la parte meridional de la montaña llamada Tosal de la Chona [...]; su clima es templado y sano. Tiene 60 casas; la de la cárcel inútil, una iglesia dedicada a san Antonio de Padua, aneja de la de Facheca, y un cementerio al S a corta distancia de la población; los vecinos se surten para sus usos de una fuente que hay a la salida del pueblo [...]; comprende una pequeña aldea llamada Capaymona y el caserío Rafalet [...]. El terreno es secano de mala calidad en su mayor parte. Los caminos son de herradura para Denia y Alcoy en mal estado. [...] Produce trigo, maíz, olivas y alguna cebada; mantiene ganado lanar y cabrio y hay caza de conejos, liebres y perdices. Industria: la agrícola. Población: 56 vecinos, 253 almas.
Diccionario de Madoz

## Geografía humana

### Demografía
Cuenta con una población de 38 habitantes (INE 2024).
| Gráfica de evolución demográfica de Tollos entre 1842 y 2021                                                          |
| |
| Población de derecho según los censos de población del INE. Población de hecho según los censos de población del INE. |

| Nacionalidad | Hombres | Mujeres | Total | %     | Proporción |
| ------------ | ------- | ------- | ----- | ----- | ---------- |
| Española     | 13      | 5       | 18    | 60.0% |            |
| Extranjera   | 7       | 5       | 12    | 40.0% |            |

| País        | Hombres | Mujeres | Total | %     | Proporción |
| ----------- | ------- | ------- | ----- | ----- | ---------- |
| Reino Unido | 5       | 3       | 8     | 66.7% |            |
| Alemania    | 1       | 0       | 1     | 8.3%  |            |
| Argentina   | 0       | 1       | 1     | 8.3%  |            |

Tras quedar despoblado en 1609 por la expulsión de los moriscos, la repoblación fue muy lenta, de manera que en 1713 tan solo tenía 9 vecinos (unos 41 habitantes). En 1794, según Cavanilles, había crecido a 40 vecinos (180 habitantes); en 1900 eran 210 habitantes y en 1950 quedaban todavía 193. A partir de ese momento, el descenso poblacional fue agudo.

### Economía
La agricultura y ganadería, de gran importancia en el pasado, se hallan en receso,. De las 400 ha cultivadas en 1960 apenas subsistían 50 ha en 2003, sobre todo olivos y unos pocos cerezos. La fuerte ganadería del pasado, por otra parte, explica la escasa vegetación arbórea del término todavía en la actualidad; la industria es inexistente. En los últimos años, las actividades económicas tienden hacia el sector servicios (restauración, servicios a la tercera edad).

### Transportes
El término de Tollos está atravesado por dos carreteras. La CV-720 conecta la Hoya de Alcoy con la Marina Alta, partiendo de Gorga y es la principal; la CV-713 conecta Tollos con el Valle de Alcalá y la CV-700.

## Política
Tollos está gobernada por una corporación local formada por concejales elegidos cada cuatro años por sufragio universal que a su vez eligen un alcalde. El censo electoral está compuesto por todos los residentes empadronados en Tollos mayores de 18 años y nacionales de España y de los otros países miembros de la Unión Europea. Según lo dispuesto en la Ley del Régimen Electoral General, que establece el número de concejales elegibles en función de la población del municipio, la Corporación Municipal de Tollos está formada por 3 concejales. El Ayuntamiento de Tollos está actualmente presidido por el PP y consta de 3 concejales de este partido.
| Periodo   | Nombre                   | Partido   |
| --------- | ------------------------ | --------- |
| 1979-1983 | José María Fortuny Más   | UCD       |
| 1983-1987 | José María Fortuny Más   | AP        |
| 1987-1991 | Francisco Catalá Nadal   | PSPV-PSOE |
| 1991-1995 | José Joaquín Nadal Seguí | PP        |
| 1995-1999 | José Joaquín Nadal Seguí | PP        |
| 1999-2003 | José Joaquín Nadal Seguí | PP        |
| 2003-2007 | José Joaquín Nadal Seguí | PP        |
| 2007-2011 | José Joaquín Nadal Seguí | PP        |
| 2011-2015 | Félix Frau Seguí         | PP        |
| 2015-2019 | Félix Frau Seguí         | PP        |

|                                               |         |                  |       |         |            |            |
| Elecciones municipales del 24 de mayo de 2015 |         |                  |       |         |            |            |
| Partido                                       | Partido | Candidato        | Votos | Votos   | Concejales | Concejales |
| Partido Popular                               |         | Félix Frau Seguí | 22    | 68,75 % | 3          | 0          |
| Fuente: Ministerio del Interior (España).     |         |                  |       |         |            |            |

## Patrimonio

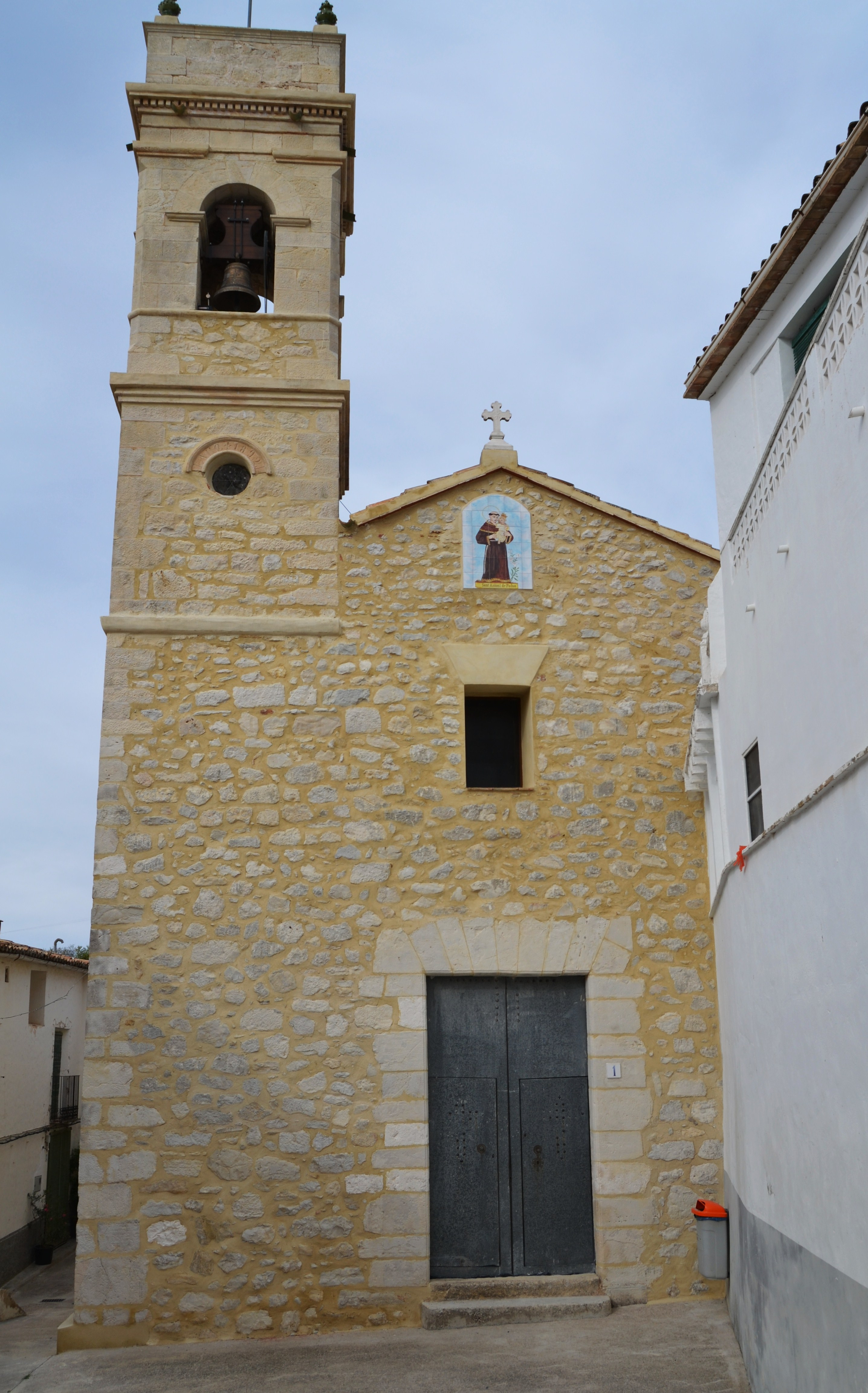
Iglesia de san Antonio de Padua.

- Iglesia parroquial: dedicada a san Antonio de Padua.[6] Está declarada bien de relevancia local.[15]
- Fuente vieja: uno de los nacimientos de agua que suministra agua al pueblo.

### Patrimonio natural
- Barranco de Malafí: barranco que desciende en dirección NE hacia el río Gorgos, conformando los cañones de l'Infern,[6] que pueden visitarse mediante senderos.

## Cultura

### Fiestas
- San Vicente Ferrer: tienen lugar en abril.
- Fiestas Patronales: se celebran en honor de san Antonio de Padua y la Virgen del Rosario a partir del 25 de julio.

### Gastronomía
Entre los platos típicos de Tollos destacan los mintxos y l'olleta de blat.[cita requerida]